# Хоя панір
Хоя панір — це індійське блюдо, яке популярне в Північній Індії. Хоя панір — це гострий молочно-томатний соус, який їдять з хлібом або рисом.

## Приготування

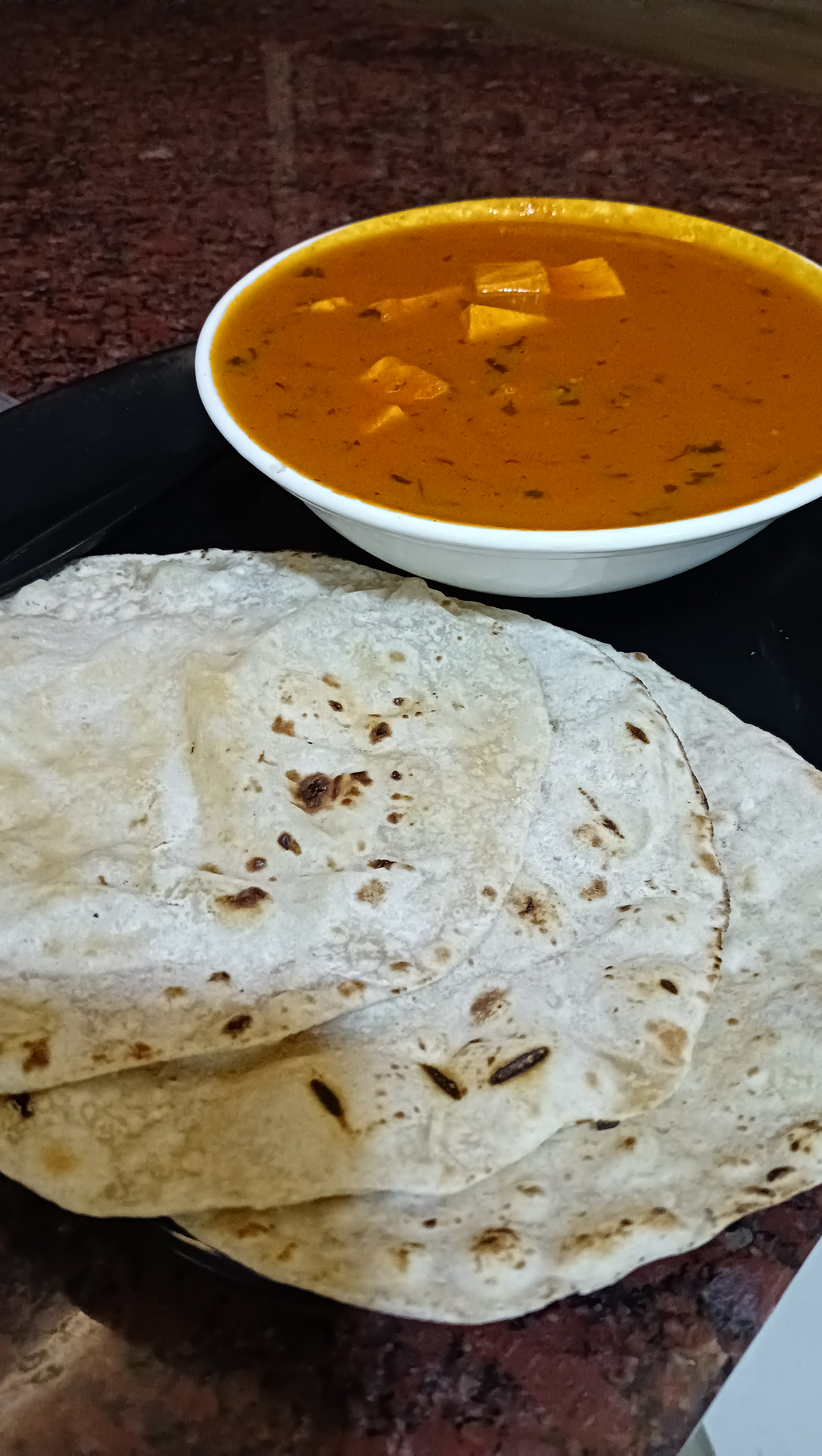

Готується Хоя панір з індійського сиру панір та молока хоя, тому страва має таку назву. Також до соусу додається цибуля, часник, імбир, помідори та індійських спецій.
Покрокові дії приготування страви:
Спочатку нарізається панір на трикутники, овочі на шматочки. Потім обсмажується цибуля, імбир, часник і зелений перець чилі. Пізніше додають кмин, куркуму, порошок коріандру та ще обсмажують все. Наприкінці додають томатну пасту, сіль, порошок чилі. Потім треба додати воду і панір, накрити кришкою й трішки потушити. Після приготування додається гарам масала та листя коріандру.
Це соусна страва зазвичай гостра на смак.
Хоя панір подають з індійським хлібом, таким як роті та наан, а також з рисом.